# Cullen-Zeichen

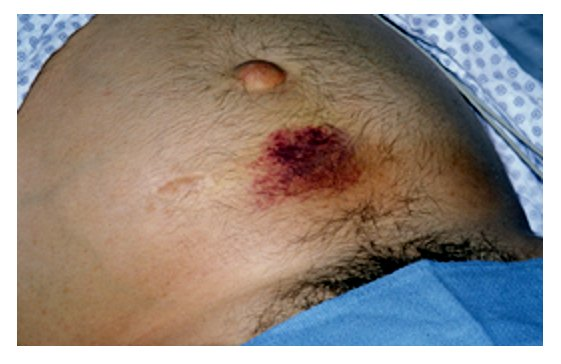
Cullen-Zeichen

Das Cullen-Zeichen (englisch Cullen’s sign) ist, wie auch das Grey-Turner-Zeichen, ein klinisches Zeichen für eine schwere akute Pankreatitis. Dabei treten periumbilikal, also um den Bauchnabel herum, bläulich-grünliche Flecken auf. Sie entstehen durch eine ödematose Durchtränkung der Subkutis und lokale Einblutungen aus kleinen Gefäßen, auch als Ekchymosen bezeichnet, die durch einen lokalen Reiz durch Pankreasenzyme ausgelöst werden. Das Zeichen wird bei der Pankreatitis als prognostisch ungünstig angesehen.
Das Zeichen ist nach dem kanadischen Gynäkologen Thomas Stephen Cullen (1868–1953) benannt, der das Auftreten bei der rupturierten Eileiterschwangerschaft beobachtete.